# Арианити
Арианити (на албански: Aranitët) е благородническа фамилия от времето на т.нар. средновековни албански княжества.
Фамилията притежавала обширни владения на територията на съвременна Албания в периода от XI до XVI век.  Те се простирали по долината на река Шкумбини и по протежение на античната Via Egnatia, достигайки на изток днешната Битоля.
Етимологията на името не е съвсем ясна, като съществуват две предположения – по нечие лично име или от индоевропейската коренна морфема „Ария“ (т.е. благороден) със значение на албанската дума за област. 
Съществува хипотеза, че представителите на фамилията са свързани назад във времето до IX век с управлението на византийската тема Дирахиум. През XIV век представителите на фамилията започват да използват като втора фамилия Комнини, вероятно поради сродяване с член на византийския аристократичен род Комнини. Арианити се сродяват и с друга благородническа фамилия от т.нар. албански земи – Спата или Шпата. 
Предполага се, че първият благородник с тази фамилия е Давид Арианит, който е назначен от император Василий II Българоубиец за стратег първо на Солун, а след това и на Скопие. Неговият син или близък роднина Константин Арианит също е упоменат през 1049-1050 г. на военна служба на Византийската империя и воюва срещу печенегите.
Първият член на семейството, за когото има безспорни данни в източниците, е Алексий Арианит, споменат през 1274 г. в споразумение между Шарл I Анжуйски и някои албански благородници. Фамилното име Арианити е споменато и в други документи от 14 век: През 1304 г. в два документа, единият от албанския княз Филип I, принц на Таранто, а другия от Шарл II Анжуйски, фигурира и името Арианити измежду няколкото имена на албански благороднически фамилии, на които са признати редица привилегии. Също и в писмо от 1319 г. от папа Йоан XXII, изпратено до няколко албански благородници, сред които и протолегатора Гулиелмо Арианити (Guillermo Aranite protholegaturo). В епитафия от Главеница, избродирана през 1373 г., е документирано името на Георги Арианит. Фамилията се среща твърде често в папски, неаполитански и арагонски източници.
От XV век насетне фамилията изчезва от историческите извори, явно интегрирана като част от спахилъка. Флагът на Арианити изобразява двуглав орел, а за родов замък и център на фамилните имения се смята Демир Хисар.
Потомки на славната и благородническа фамилия са съпругата на Георги Кастриоти Скендербег - Андроника Арианити и сестра и - Ангелина Арианити, канонизирана като Ангелина Сръбска.

## Цитирана литература
- Frashëri, Kristo. The history of Albania: a brief survey.   Shqipëria, Tirana, 1964. OCLC 230172517. Посетен на 23 януари 2012.
- Anamali, Skënder. Historia e popullit shqiptar në katër vëllime. Т. I.   Botimet Toena, 2002. OCLC 52411919. (на албански)
- Harris, Jonathan (2013), 'Despots, emperors and Balkan identity in exile’, Sixteenth Century Journal 44, pp. 643–61
- Shuteriqi, Dhimitër. Aranitët: Historia- Gjenealogjia -Zotërimet.   Toena, 2012. ISBN 978-99943-1-729-5.
- Schramm, Gottfried. Anfänge des albanischen Christentums: die frühe Bekehrung der Bessen und ihre langen Folgen.   Rombach, 1994. ISBN 9783793090830. Посетен на 30 август 2012. Ja, schon früher war einer arbanitischen Familie offenbar der Aufstieg in die Reichsaristokratie gelungen, wenn mit Recht aus dem Namen der Familie der Arianitai auf albanischen Ursprung geschlossen wurde. Der Patrikios David Arianites sah sich ...
- Polemis, Demetrios I. The Doukai: A Contribution to Byzantine Prosopography.   London, United Kingdom, The Athlone Press, 1968. с. 103.
- Fishta, Gjergj и др. The highland lute: (Lahuta e malcís): the Albanian national epic.   I.B.Tauris, 2005. ISBN 978-1-84511-118-2. Посетен на 9 декември 2010.